# Deuil et mélancolie
Deuil et mélancolie est un texte de Freud qui fut publié en 1917 sous le titre Trauer und Melancholie.

## Genèse du texte
En décembre 1914, Freud participe aux débats de la Société psychanalytique de Vienne autour du travail de Victor Tausk sur la mélancolie. Il écrit une première version qu'il soumet à Sándor Ferenczi et Karl Abraham. Abraham lui fait remarquer qu'il a lui aussi tenté de comparer deuil et mélancolie dans un texte antérieur de 1912 (lettre du 31 mars 1915). Freud reprend son texte et le termine en mai 1915. Il écrit à Abraham le 4 mai : « Vos remarques sur la mélancolie m'ont été très précieuses. J'y ai puisé sans me gêner tout ce qu'il m'a paru utile de reporter dans mon essai. » Le texte paraît dans son édition originale en 1917. Il est inclus dans le volume Métapsychologie.

## Contenu
Dans cet article, Freud caractérise la mélancolie, en la comparant avec le deuil normal, non pathologique. Il évoque dans cette perspective certains éléments de la mélancolie, en s'appuyant sur les travaux de Karl Abraham, et en ayant recours aux notions d'identification qui, selon lui, sont à l’œuvre dans la mélancolie, alors que le deuil est envisagé comme un travail, qui permet l'élaboration psychique.
Pour Freud, le deuil est une réaction à la mort d'une personne, mais aussi à toute sorte de sentiment, comme l'attachement à la patrie, à la liberté, ou encore un idéal. Il relève que le sentiment lié au deuil est notamment une perte d'intérêt pour le monde extérieur, alors que dans la mélancolie, le sujet semble s'autodéprécier, même si, en réalité, c'est l'objet d'amour qui est visé. Selon Freud, le sujet aux prises avec le deuil ou la mélancolie a besoin d'un travail spécifique, qui va, en desserrant les liens avec la personne morte, délivrer le sujet.
Sophie de Mijolla souligne la coïncidence entre la réflexion de Freud sur le deuil et la période contemporaine de sa rédaction, qui correspond à la Première Guerre mondiale.

## Influence
La perspective freudienne du deuil et de la mélancolie permet de prendre en compte certaines dépressions. Ce texte a également été l'un des points de départ de Melanie Klein pour son travail théorique qui a notamment abouti à l'idée de position dépressive.

#### Textes de référence
- Sigmund Freud, Deuil et mélancolie, traduit par Aline Weill, Paris, Payot, coll. « Petite Bibliothèque Payot », 2011  (ISBN 9782228906128). Deux autres traductions de ce texte sont également disponibles, l'une dans Métapsychologie (Folio), l'autre dans le tome XIII des Œuvres complètes de Freud (PUF).
- Melanie Klein, Deuil et dépression, Paris, Payot, coll. « Petite Bibliothèque Payot », 2004  (ISBN 9782228898133).
- Karl Abraham, Manie et mélancolie. Sur les troubles bipolaires, Paris, Payot, coll. « Petite Bibliothèque Payot », 2010  (ISBN 9782228905923).

#### Études
- Ulrike May, « En conversation : Freud, Abraham et Ferenczi à propos de « deuil et mélancolie » (1915-1918) », dans Céline Gür Gressot et Jean-Michel Quinodoz (dir.), L’Année psychanalytique internationale 2020, Traduction en langue française d’un choix de textes publiés en 2018-9 dans The International Journal of Psychoanalysis, Paris, Éditions in press, juin 2020, (ISBN 978-2-84835-594-8),  site consulté le 21 juillet 2020,  [lire en ligne] p. 205-230
- Sophie de Mijolla-Mellor, « Deuil et mélancolie », dans Alain de Mijolla (dir.), Dictionnaire international de la psychanalyse 1. A/L., Calmann-Lévy, 2002 (ISBN 2-7021-2530-1), p. 444-445